# Рашидов, Камиль Каюмович
Камиль Каюмович Рашидов (узб. Komil Qayumovich Rashidov) - узбекский дипломат, доктор юридических наук, профессор. В 2013-2019 годах Посол Узбекистана в Кыргызстане. В 2012-2013-годах был заместителем министра иностранных дел Узбекистана.

## Биография
Родился 21 января 1964 года в Самарканде.
В 1986 году окончил Самаркандский государственный университет по специальности юриспруденция. Доктор юридических наук, профессор.
1986-1991 гг. - преподаватель Самаркандского государственного университета.
1991-1994 гг. - аспирант Ташкентского государственного юридического института.
1994-1995 гг. - преподаватель Университета мировой экономики и дипломатии.
1995-1997 гг. - начальник Международно-правового управления Министерства юстиции Республики Узбекистан.
1997-2000 гг. - консультант Аппарата Президента Республики Узбекистан.
2000 г. - начальник Отдела законодательства и международно-правовых связей Высшего хозяйственного суда Республики Узбекистан.
2000-2004 гг. - заместитель заведующего отделом по работе с комитетами Секретариата Олий Мажлиса Республики Узбекистан.
2004-2012 гг. - начальник Договорно-правового управления Министерства иностранных дел Республики Узбекистан.
2012-2013 гг. - заместитель министра иностранных дел Республики Узбекистан.
2013-2019 гг. - чрезвычайный и полномочный посол Республики Узбекистан в Кыргызстане.
2019-2020 гг. - советник Премьер-министра Республики Узбекистан - заведующий Департамента по вопросам защиты прав и поддержки граждан Узбекистана, осуществляющих временную трудовую деятельность за рубежом.
С 27 августа 2020 года по настоящее время работает начальником Договорно-правового управления Министерства иностранных дел Республики Узбекистан.

## Семья
Женат, имеет двух дочерей. Младшая дочь - Рашидова Саида Камилевна, переводчик, детский писатель и блогер.